# Fageicera nasuta
Fageicera nasuta är en spindelart som beskrevs av Margareta Dumitrescu och C.Constantin Georgescu 1992. Fageicera nasuta ingår i släktet Fageicera och familjen Ochyroceratidae.
Artens utbredningsområde är Kuba. Inga underarter finns listade i Catalogue of Life.